# Plaidoiries de causes grasses au Carnaval de Paris
À une époque qui semble remonter au moins au XVe siècle et qui s'achève au XVIIe, le Parlement de Paris, cour souveraine de justice, fêtait le Carnaval de Paris chaque année durant trois jours.
Les procès et exécutions étaient suspendus et d'illustres avocats plaidaient publiquement des causes grasses.

## Qu'est-ce qu'une cause grasse?
Il était autrefois dans les usages et les traditions du Parlement de s'associer aux joies du Carnaval par la plaidoirie d'une cause grasse.
Le jour où elle venait à l'audience était un jour de liesse et de licence pour le Palais. Ce jour-là, la gravité ordinaire des parlementaires se déridait ; la barre de la Chambre de Saint-Louis avait toute liberté de paroles, les avocats ne reculaient devant aucune crudité de langage, et l'auditoire, toujours nombreux, riait et battait des mains à toutes les plaisanteries d'un goût douteux, à tous les mots à double sens, à toutes les équivoques grossières qui arrivaient à son adresse.
Les premiers avocats de leur temps payaient leur tribut à la coutume.
Claude Expilly, avocat du Parlement de Paris, et mort président de celui de Grenoble, plaida sa cause grasse au XVIe siècle. Il s'en excuse presque dans le recueil imprimé de ses plaidoiries, et s'efforce de prouver, avec l'autorité de Pythagore et d'Aristote, de Socrate et de Platon que l'on peut « plaider de telles causes, et même se permettre certaines jovialités peu compatibles avec la dignité du parlement ».
Anne Robert, l'une des victimes de la Saint-Barthélemy, que Larocheflavin appelle « éloquent avocat », eut aussi sa cause grasse, cause de congrès, dans le courant du même siècle.
Dans son Histoire du Barreau de Paris, l'auteur, Gaudry, ancien bâtonnier, s'effarouche à la lecture du plaidoyer d'Anne Robert, et ne manque pas de gourmander vertement l'avocat. « On ne peut rien imaginer, dit-il, de plus grossier sous forme prétendue légère ; nous nous demandons comment un avocat a osé dire, et comment le Parlement a osé entendre de telles choses ».
Comment ?… Parce que l'usage du temps le permettait ainsi, parce que le théâtre à la même époque, et la chaire elle-même n'étaient pas plus réservés dans leur langage que le barreau, et cela est si vrai que la plaidoirie imprimée d'Anne Robert, contre laquelle il fulmine, fut dédiée au Premier Président, Achille de Harlay, qui en accepta l'hommage[style à revoir].
La dernière fois qu'une cause grasse fut plaidée, au Parlement de Paris, ce fut au XVIIe siècle.
Malgré les difficultés à retrouver les archives de ces plaidoiries particulières, Marie Bouhaïk-Gironès a pu analyser trois causes grasses qui ont été conservées :
« Le seul exemple connu était une cause plaidée le 26 février 1471 au Parlement et réclamée par la Basoche. Mais, grâce au Glossaire de droit français de Ragueau, M. B.-G. a retrouvé un deuxième exemple, celui d’une cause grasse plaidée pour le Mardi-gras de 1470. L’examen des registres du Parlement a permis de retrouver également une troisième cause, pour le Mardi-gras de 1473. »

## Sommaire d'une plaidoirie de cause grasse, auXVIesiècle[10]
Plaidoye' HUICTIESME
Sur une cause grasse : & si un enfant nay six mois après le mariage consommé, estant viable, est tenu pour legitime.
SOMMAIRE
1 Les questions traitées en cette cause grasse.
2 L'origine et usage des causes grasses ne doit estre blasmé.
3 L'esprit des juges & des plaidans ennuyé, doit prendre quelque relasche & se réjouir.
4 Achille au partir des combats detrempoit son ire avec sa lyre.
5 Pytagore de mesme.
6 Le corps souffre plus de mal de la continuelle agitation de l'ame, que l'ame n'en reçoit du corps.
7 Pourquoi que lon change les Presidens & Conseillers de la Tournelle de six mois en six mois.
8 La recreation est nécessaire à la vie, selon l'opinion des Philosophes.
9 Temple dédié au Dieu du Ris à Sparte.
10 Denys Tyran d'Heraclee dedia une statue à la Joye.
11 La feste du Dieu du Ris à Hypate ville de Thessalie.
12 D'où peuvent estre venuës les causes grasses.
13 Il est permis aux orateurs de gausser.
14 Deux sortes de gausseries.
15 Devant un Parlement il en faut s'abstenir, ou en user bien modestement.
16 Ceux qui plaident des causes grasses n'en doivent point abuser.
17 La protestation d'Ariston Roy de Sparte dommageable à son fils.
18 Faute pareille d'Agis.
19 Controverse d'une fille née six mois après les noces.
20 Pareille contestation dans Terence.
21 A quel temps la part est viable.
22 Diane appelée Sage-femme & pourquoi.
23 Advis des anciens Medecins et Philosophes.
24 Opinion d'Accurse non reçuë.
25 Pourquoi l'enfant de huict mois n'est viable.
26 L'enfant de sept mois est viable.
27 En quel lieu les enfans de huict mois sont viables.
28 La femme porte son fruit ou plus tost, ou plus tard : ce qui n'arrive aux autres animaux.
29 De l'enfant d'onze mois.
30 De l'enfant de douze & treize mois.
31 L'enfant nay après dix mois n'est tenu pour legitime en nostre droit.
32 Un enfant de quatorze mois declaré legitime.
33 Des bastards naiz de larcin d'Amour.
34 Le mary ne peut rejetter l'enfant de sept mois, s'il a habité avec sa femme.
35 Les jumens d'Afrique, & certaines femmes en Éthiopie conçoivent d'elles-mesmes.
36 Le mary n'est tenu reconnoitre l'enfant de six mois, qui est viable.

## Sources
- Louis-Henri Moulin, Le carnaval et les causes grasses au Parlement, Charavay frères, 1885, 22 p. (lire en ligne). Dans la préface se trouvent des explications historiques concernant les causes grasses.
- Plaidoyez de M. Claude Expilly, Chevalier, Conseiller du Roy en son Conseil d'Estat, et Président au Parlement de Grenoble. Ensemble plusieurs arrests et reglemens notables dudit Parlement. Troisiesme édition. Reveuë, augmentée outre les precedentes impressions, & divisée en deux parties. Avec trois tables : l'une, des tiltres & chapitres; l'autre, des Autheurs alleguez; & la dernière, des matieres principales. À Paris, chez la veufve Abel d'Angelier, au premier Pillier de la grand'Salle du Palais. 1619 Avec privilege du Roy., page 87 (l'ouvrage compte 774 pages, plus les tables). Côte BNF : F 14292.
- Roger Vaultier, « Les causes grasses du Carnaval », La Vie judiciaire,‎ 25 février 1957, p. 7 (ISSN 0042-5567).
- Marie Bouhaïk-Gironès, Les clercs de la Basoche et le théâtre politique : Paris, 1420-1550 (texte remanié de La Basoche et le théâtre comique : identité sociale, pratiques et culture des clercs de justice (Paris, 1420-1550), thèse de doctorat en Lettres, sciences sociales et humaines, Paris 7, 2004, sous la dir. de Mathieu Arnoux), Paris, Honoré Champion, coll. « Bibliothèque du XVe siècle » (no 72), 2007, 309 p. (ISBN 978-2-7453-1606-6), 1re partie, chap. III.2 « Une pratique judiciaire : la cause grasse », p. 156–172, en particulier III.2.A « Les causes grasses au Parlement de Paris », p. 159–165.